# 澳大利亚—帕劳关系
澳大利亚－帕劳关系指的是澳大利亚和帕劳之间的双边关系，目前两国皆属于太平洋岛国论坛的成员国。

## 高层访问
2014年，澳大利亚副总理沃伦·特拉斯对帕劳进行了官方访问。

## 军事合作
澳大利亚和帕劳有着广泛的军事合作关系，尤其是在海上安全方面。澳大利亚向帕劳提供了一艘太平洋级巡逻舰，用于确保海上安全以及打击非法捕撈。 澳大利亚皇家海军中校艾伦威尔莫尔是帕劳的海事监督顾问。

## 发展援助
澳大利亚一直在帮助帕劳清理第二次世界大战期间遗留的未爆弹，除此之外在健康和教育等领域澳大利亚也对帕劳进行了一定程度的援助。

## 贸易
2013年，澳大利亚对帕劳总共出口了价值800,000美元的商品，主要为食品。